# Флаг Шилкинского района
Флаг Ши́лкинского муниципального района Забайкальского края Российской Федерации.

## Описание
«Флаг муниципального образования „Шилкинский район“ представляет собой двустороннее прямоугольное зелёное полотнище с отношением ширины к длине 2:3, посередине с жёлтой вертикальной полосой в 1/4 длины, воспроизводящее в центре композицию гербового щита муниципального образования „Шилкинский район“».

## Обоснование символики
Флаг муниципального образования «Шилкинский район» составлен на основании герба муниципального образования «Шилкинский район».
Золотой (жёлтый) столб в гербе показывает, что город основан казаками, жёлтый цвет — цвет забайкальского казачества. В 1653 году под командой Максима Уразова, заложен Нелюдский острог, по названию тунгусского рода, кочевавшего в тех местах.
Зелёный цвет — вбирает в себя несколько символов; надежду, изобилие, свободу. Символизирует собой железнодорожную магистраль, очередную историческую веху в освоении земель района и открытием станции Шилка в 1897—1900 годах.
Центральный элемент флага, его главный символ — «Гуран», самец косули, на момент первых поселений широко распространённая особь на территориях района (в его сегодняшних границах). По аналогу, «Гуранами» именуют выходцев от смешения русских с коренными народностями, — эвенками, тунгусами и бурятами, кочевавшими по окрестностям рек Шилка, Ингода и Онон. Символизирует собой упорство, свободолюбие, гордость.
Две пересечённые сабли с направленными клинками вниз — символизирующие героическое прошлое населения, истоки казачества и означают употребление их в оборонительных целях.
Два пересечённых серебряных ключа, символизирующие одновременно открытие новых земель, недр и предстоящих открытий.
Чёрный цвет в геральдике символизирует благоразумие, мудрость, скромность, честность и вечность бытия.
Серебро (белый цвет) символизирует также чистоту, мудрость, благородство, совершенство, мир.